# Parasola schroeteri

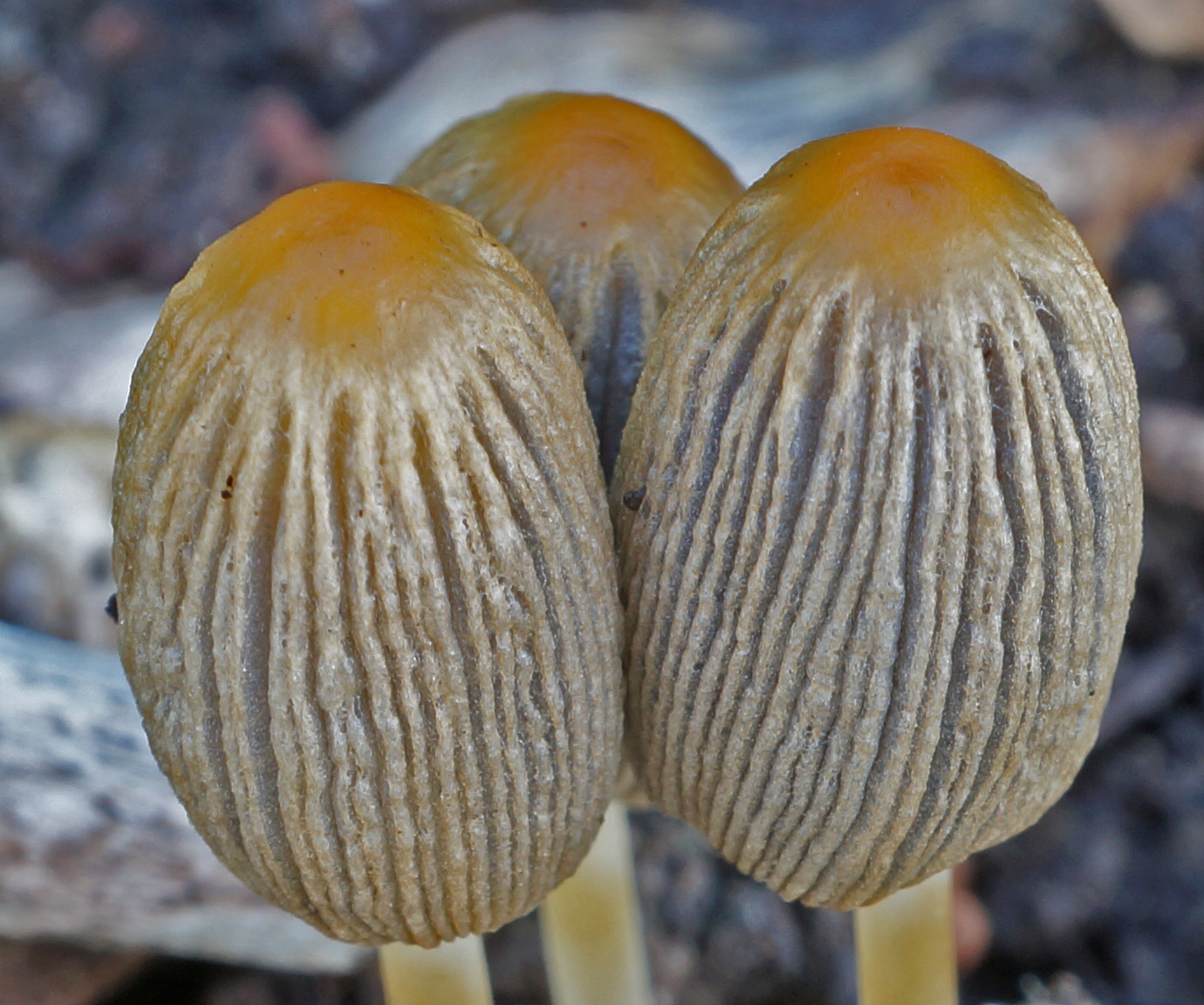
Kapelusze

Parasola misera (P. Karst.) Redhead, Vilgalys & Hopple), tzw. czernidłak bruzdkowany – gatunek grzybów należący do rodziny kruchaweczkowatych (Psathyrellaceae).

## Systematyka i nazewnictwo
Pozycja w klasyfikacji według Index Fungorum: Parasola, Psathyrellaceae, Agaricales, Agaricomycetidae, Agaricomycetes, Agaricomycotina, Basidiomycota, Fungi.
Po raz pierwszy opisał go w 1879 r. Petter Karsten nadając mu nazwę Coprinus scroeteri. W jego nazwie uczcił niemieckiego mykologa Josepha Schroetera. W wyniku badań filogenetycznych prowadzonych na przełomie XX i XXI wieku mykolodzy ustalili, że rodzaj Coprinus jest polifiletyczny i rozbili go na kilka rodzajów. Obecną, uznaną przez Index Fungorum nazwę nadali temu gatunkowi Redhead, Vilgalys i Hopple w 2001 r.
Synonimy:
- Coprinus nudiceps P.D. Orton 1972
- Coprinus schroeteri P. Karst. 1879
- Parasola nudiceps (P.D. Orton) Redhead, Vilgalys & Hopple 2001

W 1898 r. Stanisław Chełchowski nadał temu grzybowi nazwę czernidłak bruzdkowany. Wówczas miał on nazwę naukową Coprinus schroeteri. Po przeniesieniu do rodzaju Parasola nazwa ta stała się niespójna z obecną nazwą naukową.

## Morfologia
Kapelusz
Średnica 7–13 mm, wysokość 3–4 mm. Jest szeroko wypukły, bladopomarańczowy z pomarańczowawym środkiem, bruzdowany prawie do środkowej części kapelusza, nagi.
Trzon
Wysokość 20–40 mm, grubość 1–2 mm, prawie prosty z nieco bulwiastą podstawą, hialinowy.
Blaszki
Wolne, rzadkie, początkowo w kolorze kapelusza, ale po osiągnięciu dojrzałości zmieniają kolor na czarny. Liczba blaszek około 27, międzyblaszki 0–1.
Cechy mikroskopowe
Wysyp zarodników czarny. Strzępki w skórce kapelusza bez szczecin, w trzonie bez kaulocystyd, ale z zewnętrznymi osadami kryształów. Cheilocystyd brak, Pleurocystydy rzadkie, duże, wydłużone do cylindrycznych, o wymiarach 65 × 22 µm. Zarodniki o wymiarach 12,7–15,1 × 8,8–12,2 µm, ciemnobrązowe do czarnych, duże, prawie trójkątne w kształcie ziaren kukurydzy z ekscentrycznymi porami zarodkowymi.

## Występowanie
Znane jest występowanie Parasola schroeteri w wielu krajach Europy, a także na jednym stanowisku na wschodnim wybrzeżu Ameryki Północnej. Władysław Wojewoda w swoim zestawieniu grzybów wielkoowocnikowch Polski w 2003 r. podaje 4 jego stanowiska. Wszystkie pochodzą z końca XIX wieku. W. Wojewoda uważa występowanie tego gatunku w Polsce za wątpliwe. Kilka nowych stanowisk tego gatunku znajduje się w internetowym atlasie grzybów. P. schroeteri zaliczony w nim jest do gatunków zagrożonych i wartych objęcia ochroną.
Podobnie jak inne gatunki tego rodzaju, Parasola schroeteri występuje głównie na odchodach zwierząt, zwłaszcza roślinożernych.